# James Wong
James Wong (黄毅瑜; Hong Kong; 20 de abril de 1959) es un director, guionista y productor hongkonés-estadounidense. Cuando tenía 10 años, su familia y él se mudaron a Estados Unidos, está casado y tiene 3 hijos de los cuales dos son gemelos. Actualmente vive en Los Ángeles. Es conocido por dirigir y escribir películas como El único, Destino final, Destino final 3 y Dragonball Evolution.

## Biografía
James Wong nació el 20 de abril de 1959 en Hong Kong y a los 10 años se trasladó con su familia a San Diego, California, Estados Unidos. En el instituto El Cajón Valley High School conoció a su futuro compañero como guionista, Glen Morgan. Más tarde, fue a la Universidad Loyola Marymount, donde se unió al grupo de comedia improvisada. Después de graduarse, encontró  trabajo como ayudante de Sandy Howard.
Durante este tiempo, tanto Wong como Morgan escribieron guiones, tarde o temprano teniendo una oportunidad. Cuando se graduaron en Loyola Marymount en 1983, su asociación quedó firmemente establecida cuando escribieron a medias la película The Boys Next Door. 
Morgan y Wong empezaron después como guionistas de muchos episodios de la aclamada y exitosa serie The X-Files, ganando numerosos premios Emmy y un Globo de Oro en 1996. Fue director de un solo episodio en esta serie Musings of a Cigarette Smoking Man (The X-Files). Trabajaron también en 21 Jump Street protagonizada por Johnny Depp, y The Commish para Stephen J. Cannell Productions, el equipo creó la serie de ciencia ficción Space: Above and Beyond y trabajaron como productores ejecutivos y guionistas de la serie dramática Millennium.
Luego Morgan y Wong querían empezar a crear sus propias películas y crearon la exitosa y muy original película, Destino final, dirigida por él, producida por Craig Perry, Warren Zide y Morgan, y escrita por él junto con Glen Morgan, y Jeffrey Reddick. Después fue director, productor y guionista de El único, protagonizada por Jet Li, tuvo buen éxito en taquilla y fue muy bien criticada. También trabajó como productor en Willard de Glen Morgan.
Se tomó un descanso con Destino final 2 y la dirigió David R. Ellis. Luego volvió con Destino final 3 también director, productor y guionista junto con Glen Morgan y otros, la película fue todo un éxito en taquilla y en Destino final 4 no participaría al estar trabajando en Dragonball Evolution, entonces se decidió que la cuarta parte sea dirigida por el mismo director de la segunda parte, David R. Ellis.
En el 2006, trabajó con Glen Morgan en la versión de la película de 1974 Black Christmas, donde fue productor, la película tuvo buena taquilla, aunque fue mal acogida por la crítica debido a la gran violencia que contenía. Glen Morgan y James Wong fueron los productores ejecutivos de la serie The Others para DreamWorks Televisión y los estudios NBC. 
Es guionista y director de la adaptación hollywoodense al cine de Dragon Ball, Dragonball Evolution que se rodó en México. El proyecto, en manos de 20th Century Fox, contó con un presupuesto de 30 millones de dólares. Sin embargo, la película (considerada por muchos medios como una de las peores películas de todos los tiempos) fue un fracaso total y recibió duras críticas debido, entre otras cosas, a la falta de fidelidad con la serie original.
Tras el fiasco que supuso esta película, en 2010 estrenó dos series, Tower Prep y The Event, con la misma falta de éxito que la película antes mencionada, ya que ninguna de estas dos series pasó de la primera temporada. 
Después de estos tres fracasos consecutivos, dirigió y participó como actor en The Transcend, película de origen malasio que apenas ha tenido difusión fuera de su país.
Actualmente forma parte del equipo de dirección y guionistas de las nuevas temporadas de Expediente X, la secuela de la famosa serie que cuenta con el mismo dúo protagonista, David Duchovny y Gillian Anderson.

## Filmografía

### Películas
| Año  | Película                          | Cometido        | Notas                   |
| ---- | --------------------------------- | --------------- | ----------------------- |
| 2012 | Beyond And Back                   | Actor/ Él mismo | Documental              |
| 2012 | Designs for a Future War          | Actor/Él mismo  | Documental              |
| 2009 | Dragonball Evolution              | Director        |                         |
| 2007 | May All Your Christmases be Black | Actor/Él mismo  | Cortometraje documental |
| 2006 | Black Christmas                   | Productor       |                         |
| 2006 | Dead Teenager Movie               | Actor/Él mismo  | Corto documental        |
| 2006 | Destino final 3                   | Director        |                         |
| 2001 | El único                          | Director        |                         |
| 2000 | Destino final                     | Director        |                         |

| Serie                        | Cometido             |
| ---------------------------- | -------------------- |
| Destino final                | Director y Guionista |
| The X-Files                  | Director y Guionista |
| Millennium                   | Director y Guionista |
| Space: Above and Beyond      | Director y Guionista |
| The Others                   | Productor ejecutivo  |
| American Horror Story: Coven | Director y Guionista |
| The X-Files 2016             | Director y Guionista |